# Tossal de les Forques (Castelló de Farfanya)
El Tossal de les Forques és una muntanya de 417 metres que es troba al municipi de Castelló de Farfanya, a la comarca catalana de la Noguera.